# Dora Trepat de Navarro
Dora Trepat de Navarro (1910 – 1971) fue una ajedrecista argentina, ocho veces ganadora del Campeonato Argentino Individual Femenino (1939, 1940, 1941, 1942, 1952, 1959, 1960, 1964),sin contar los títulos no oficiales que logró de 1935 a 1938. Participó en el Campeonato Mundial Femenino de Ajedrez (1939).

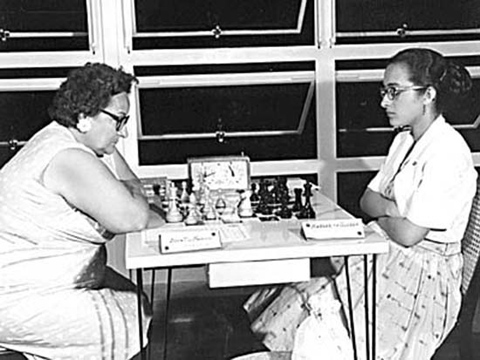
Dora Trepat de Navarro, campeona argentina (Izquierda) vs Marguerita Guerra, campeona peruana

## Biografía
Nació en 1910. Su inicio en el ajedrez fue en el Club Jaque Mate de la Capital Federal, donde fue campeona femenina entre los años 1935 y 1938, título equivalente al de campeona argentina no oficial. Tuvo su primer éxito oficial al ganar en 1939 el campeonato argentino, primer certamen organizado por la Federación argentina; en 1940, al ganar la partida por el título frente a la señorita González Vega, a quien derrotó por 4 a 2; en 1941, venciendo a la señorita Gerding por cuatro partidas ganadas contra ninguna derrota; en 1942, con igual resultado frente a la señora de Bilbao.Desde 1954 fue instructora de ajedrez en el club San Lorenzo de Almagro, donde dictó clases especiales para niños. Ganó también el campeonato argentino en 1959, 1960 y 1964. 
También participó del cuarto torneo zonal femenino en São Paulo
Representó al país acompañada por la subcampeona María Angélica Berea de Montero en el campeonato mundial femenino,en Buenos Aires, que se jugó en paralelo con la Olimpíada de ajedrez de 1939 (masculina).